# Штернберг, Ласло
Ласло Штернберг (Шатори) (венг. László Sternberg (Sátori), 28 мая 1905, Австро-Венгрия — 4 июля 1982) — венгерский футболист, игравший на позиции защитника, в частности, за клуб «Уйпешт», а также национальную сборную Венгрии. По завершении игровой карьеры — тренер.
Двукратный чемпион Венгрии.

## Клубная карьера
В футболе дебютировал выступлениями за клуб «Эксерес».
С 1925 по 1932 год играл в составе клубов «Новезе», «Андреа Дориа», «Уйпешт», «Нью-Йорк Джайентс», «Бруклин Хакоах», «Хакоа Олл Старз» и «Нью-Йорк Американс».
Своей игрой за последнюю команду снова привлёк внимание представителей тренерского штаба клуба «Уйпешт», к составу которого присоединился в 1932 году. В этот раз отыграл за клуб из Будапешта следующие четыре сезона своей игровой карьеры.
Завершил профессиональную игровую карьеру во французском клубе «Ред Стар», за который выступал в течение 1936—1937 годов.

## Выступления за сборную
25 марта 1928 года дебютировал в составе национальной сборной Венгрии. Всего провёл в её форме в течение 1928—1936 годов 19 матчей. Являлся капитаном сборной с 1934 по 1935 год.
В составе сборной был участником чемпионата мира 1934 года в Италии, где сыграл в 1/8 финала против сборной Египта (4-2) и в четвертьфинале против сборной Австрии (1-2).

## Карьера тренера
Начал тренерскую карьеру сразу же после завершения карьеры игрока, в 1937 году, возглавив тренерский штаб клуба «Уйпешт», который возглавлял в течение года. Также тренировал «Нью-Йорк Американс» и «Нью-Йорк Хунгария».
Умер 4 июля 1982 года на 78-м году жизни.

## Титулы и достижения
- Чемпион Венгрии (2):

«Уйпешт»: 1932—1933, 1934—1935